# Nodfyr
Nodfyr of noodvuur was een oud heidens gebruik van de Germanen.
Wanneer er nood aan de man was, bijvoorbeeld een besmettelijke ziekte of een natuurramp, dan werd alle vuur in huis gedoofd en moest er nieuw vuur, het noodvuur, aangemaakt worden door het wrijven van hout op hout.
De herkomst van het woorddeel nood gaat echter terug op nuod, wrijven, en niet op een oude stam van het woord 'nood'.
Het woord komt voor op een lijst Indiculus superstitionum et paganiarum (lijst van bijgeloof en heidense praktijken) uit de kring rond Bonifatius.
In het Gaelisch wordt het teine éigin (teine is vuur, éigin is nood) genoemd.